# Gordan Nikolic
Gordan Nikolic, también escrito Gordan Nikolić o Gordan Nikolitch (en serbio: Гордан Николић; Serbia, nacido en 1968) es un violinista serbio, concertino de la Orquesta Sinfónica de Londres.
Comienza a tocar el violín a los 7 años. Estudia en el conservatorio de música de Basilea, Suiza, con Jean-Jacques Kantorow. Amplía sus estudios junto a Witold Lutoslawski y György Kurtág, perfeccionándose tanto en la música barroca como en la contemporánea.
Como violinista ha logrado diversos títulos internacionales como el Tibor Varga, Niccolò Paganini, Cità di Brescia y el Vaclaw Huml.
Desde 1997 es concertino de la Orquesta Sinfónica de Londres, desde 2004 director artístico de la Nederlands Kamerorkest, y desde 2006 director artístico de la orquesta española BandArt.
En 2000 recibe el título de Prince Consort Professor en el Royal College of Music de Londres y en 2004 comienza su labor como profesor en Codarts, Rotterdam Academy of Music. 
En su discografía como concertino de la Orquesta Sinfónica de Londres encontramos cientos de grabaciones, destacando las bandas sonoras de las películas La guerra de las galaxias y Harry Potter.
Toca un violín Guarnerius de 1735 entre otros.